# Bob Gill
Bob Gill, född 17 januari 1931 i Brooklyn i New York, död 10 november 2021 i Brooklyn i New York, var en amerikansk illustratör, typograf och grafisk formgivare.
Gill har tilldelades ett stort antal internationella priser för sin design, sålt illustrationer till amerikanska tidningar som exempelvis Esquire, Architectural Forum, Fortune, Seventeen och The Nation, och har även illustrerat flera barnböcker samt formgett filmtitlar, bland annat för Hithcock's I sista minuten.

## Priser och utmärkelser
- 1955, Gold Medal, New York Art Directors Club, for a CBS television title, US
- 1999, President's Award, D&AD (British Design & Art Direction), UK